# یوگنی کاچریدی
یِوگِنی هریهوروویچ کاچریدی (به اوکراینی: Євген Григорович Хачеріді) (زاده ۲۸ ژوئیه ۱۹۸۷) بازیکن فوتبال اهل کشور اوکراین است.
وی سابقه ۴۵ بازی ملی برای تیم ملی فوتبال اوکراین در کارنامه دارد، همچنین پست تخصصی او مدافع است.